# Pera orale

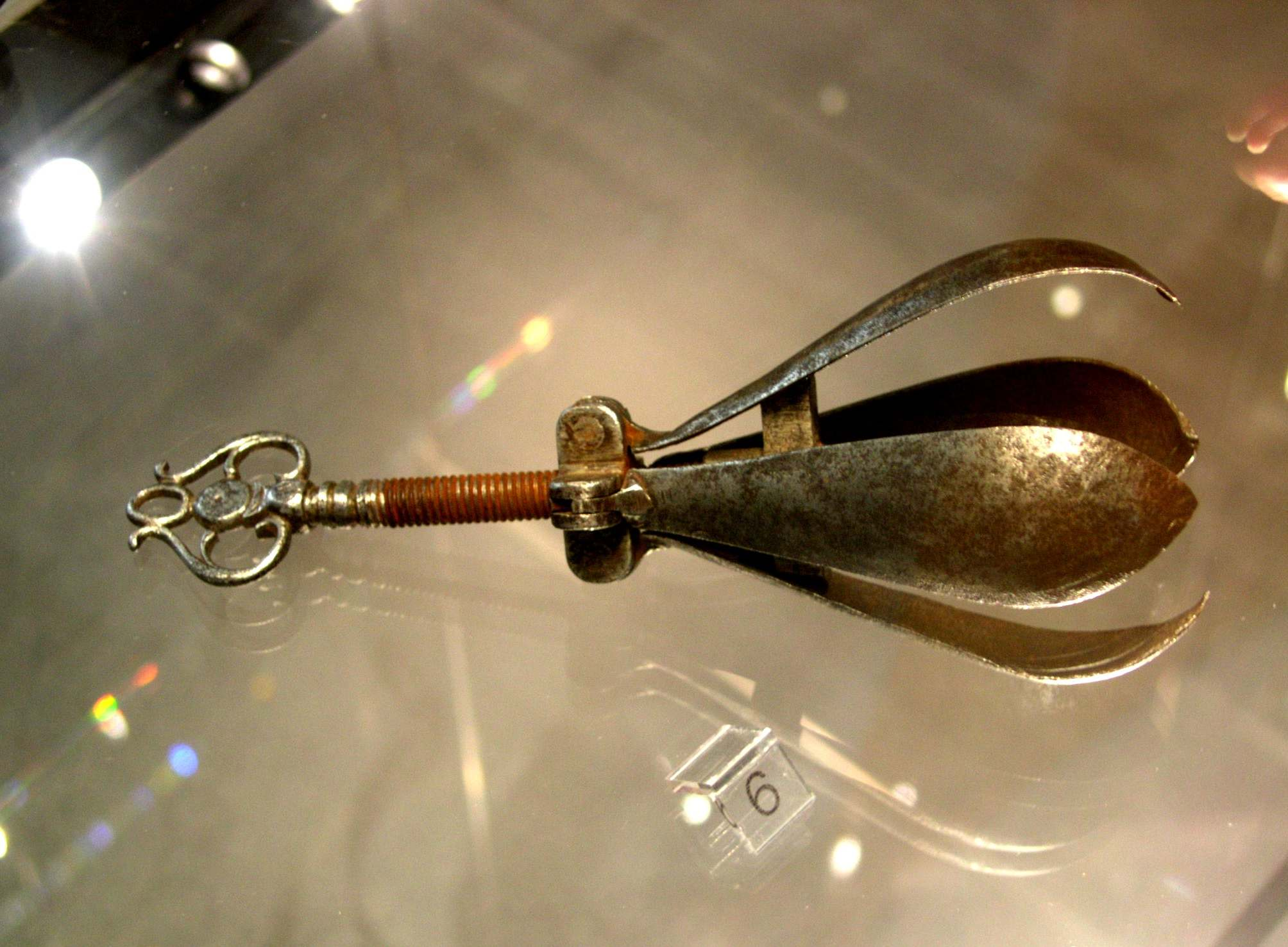
Pera chiave, Museum der Festung Salzburg, Austria

La pera orale, al pari di quella vaginale e rettale, è un falso strumento di tortura risalente al XIX secolo ed erroneamente creduto fosse impiegato in epoca medievale dall'inquisizione; non esiste infatti nessun documento originale del tempo che ne attesti l'uso in epoca medievale e tutti gli esemplari conservati risalgono al più al XIX secolo.

## Storia
Il suo nome deriva dalla forma nella posizione chiusa che lo fa assomigliare a una pera; vennero realizzate in bronzo, ferro, oppure legno e consistevano in tre o più segmenti a forma di spicchi, allargabili per mezzo di una vite collegata ad una chiave girevole; girando una chiave tramite una vite interna, i tre spicchi si espandono in modo uniforme, distanziandosi uno dall'altro; ciascun segmento termina con una punta acuminata. 
Riproduzioni dello strumento si trovano in molti "musei della tortura" ma non si hanno prove che sia mai stata impiegata in epoca medioevale né si hanno esemplari originali dell'epoca; inoltre non si trovano riscontri bibliografici né tanto meno artistici originali dell'epoca; gli unici esemplari esistenti risalgono al XIX secolo e sono conservati in diversi musei europei a americani; se ne trova una copia anche al Louvre, appartenente alla collezione del musicista Alexander-Charles Sauvageot, risalente agli inizi del XIX secolo e la sua catalogazione è del 1856; anche quella del museo di Boston è dello stesso periodo. Gli esemplari pervenuti vennero realizzati su commissione alla fine del XIX secolo; in questo periodo infatti lo strumento compare in vari musei e, successivamente, in vari volumi divulgativi sulle torture medievali.
Nei verbali dell'Inquisizione dal XVI secolo in poi non si trova alcun riferimento a questa metodologia di tortura. Il primo riferimento risale a un volume pubblicato nel 1629, "L’Inventaire général de l’histoire des larrons" (L’Inventario generale della storia dei ladri) di F. de Calvi nel quale viene citata una pera orale utilizzata per non far gridare le vittime durante una rapina ma, a parte questa citazione in un contesto tra l'altro diverso da quello della tortura, non si hanno altre testimonianze della sua reale esistenza. Tra il XVIII e la fine del XIX secolo, si trovano riferimenti alla “pera orale” come strumento per impedire alle vittime dei briganti di urlare.

## Varianti

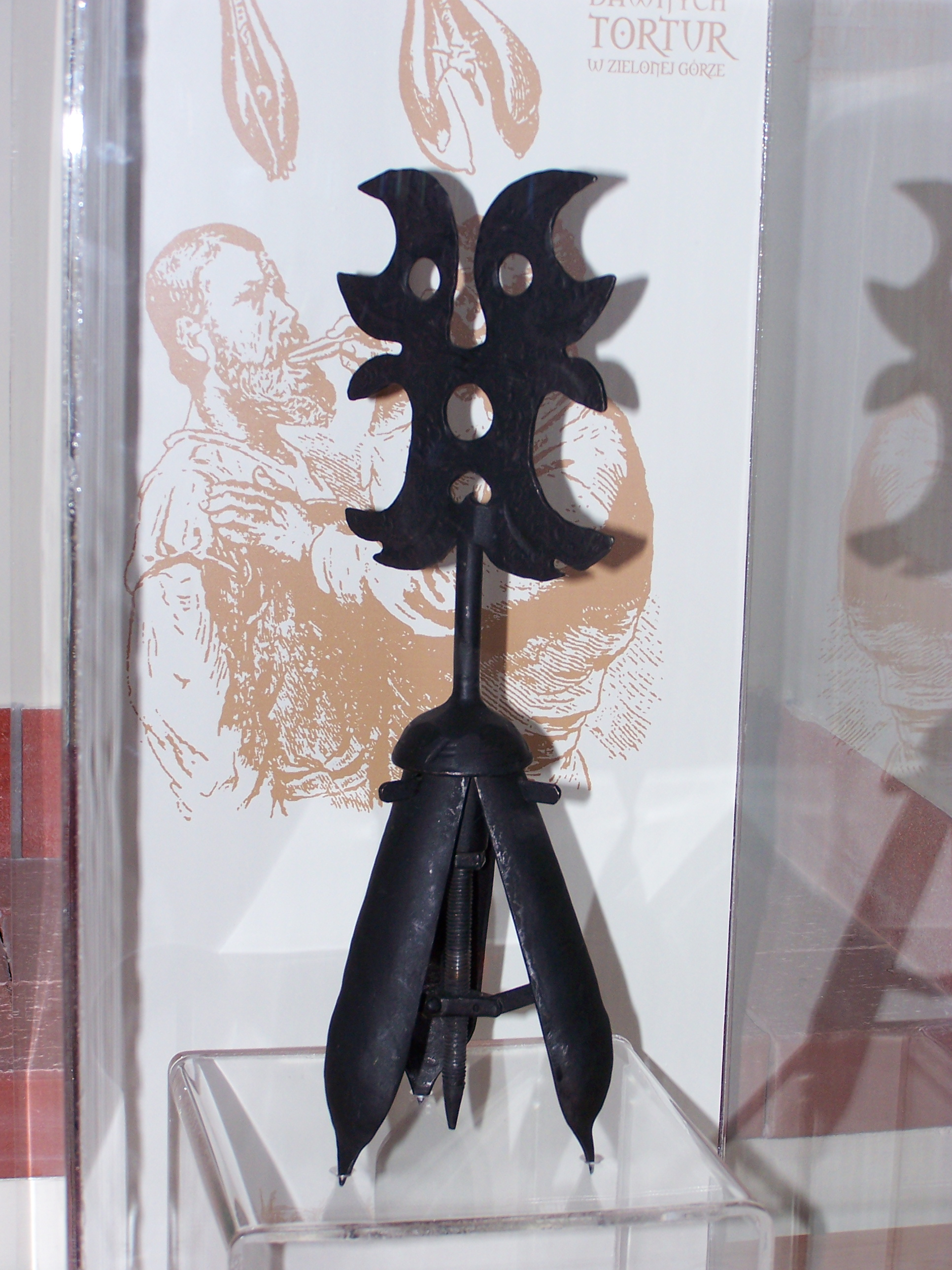
Pera vaginale. Museo della tortura Lubuska Land Museum, Zielona Góra.

- La pera vaginale sarebbe stata usata nei casi di donne che avessero avuto rapporti sessuali col demonio; lo scopo della pratica sarebbe stato quello di purificare la parte del corpo rea del peccato.

- La pera rettale sarebbe stata impiegata per i presunti omosessuali e, come nella versione vaginale, è costituito da tre segmenti in bronzo, i quali, in posizione chiusa, danno allo strumento l'aspetto di una pera. Dovendo entrare nell'orifizio anale, risulta di dimensioni minori di quella vaginale. Le modalità d'uso erano a discrezione del carnefice, allo scopo comunque di lacerare in modo progressivo, ano e intestino retto.